# Ninh Đức
Ninh Đức (tiếng Trung: 宁德市 bính âm: Níngdé Shì, Hán-Việt: Ninh Đức thị), cũng được gọi là Mân Đông (giản thể: 闽东; phồn thể: 閩東; bính âm: Mǐndōng, là một địa cấp thị của tỉnh Phúc Kiến, Trung Quốc. Ninh Đức giáp Phúc Châu về phía Nam, Ôn Châu và Chiết Giang về phía Bắc, Nam Bình về phía Tây.

## Hành chính
Địa cấp thị Ninh Đức quản lý 1 quận nội thành, 2 thành phố cấp huyện, 6 huyện, cũng như 124 trấn, hương và phó khu.
- Khu Tiêu Thành (蕉城区)
- Thành phố cấp huyện Phúc An (福安市)
- Thành phố cấp huyện Phúc Đỉnh (福鼎市)
- Huyện Hà Phố (霞浦县)
- Huyện Cổ Điền (古田县)
- Huyện Bình Nam (屏南县)
- Huyện Thọ Ninh (寿宁县)
- Huyện Chá Vinh (柘荣县)
- Huyện Chu Ninh (周宁县)